# ECall

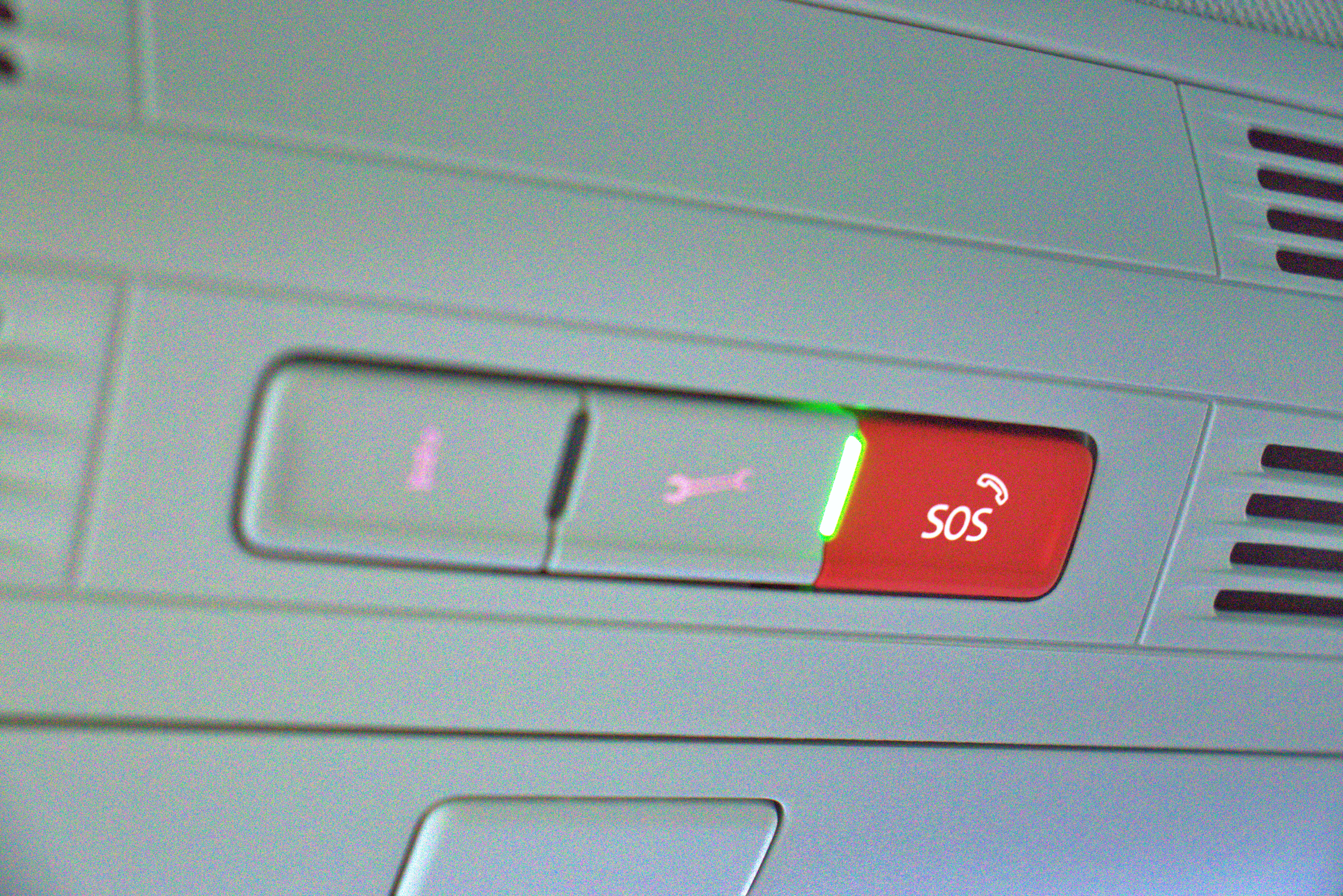
SOS-Knopf in einem VW e-Golf

eCall (Kurzform für emergency call) ist ein von der Europäischen Union vorgeschriebenes automatisches Notrufsystem für Kraftfahrzeuge, das die Hersteller seit dem 31. März 2018 in alle neuen Modelle von Pkw und leichten Nutzfahrzeugen einbauen müssen. Im Fahrzeug montierte Geräte melden einen Verkehrsunfall automatisch an die einheitliche europäische Notrufnummer 112 und sollen durch die rascher initiierten Rettungsmaßnahmen die Zahl der Verkehrstoten senken. eCall ist ein wichtiges Projekt der eSafety-Initiative der Europäischen Kommission.

## Geschichte
Im Jahr 1982 testete die Bundesanstalt für Straßenwesen (BASt) in der Bundesrepublik Deutschland ein ähnliches Notrufsystem für Kraftfahrzeuge, auch Auto-Notruf-System genannt. Dabei handelte es sich um ein kleines Notfunkgerät für Kraftfahrzeuge, das bei Unfällen die Rettungszeit verkürzen und damit auch zu verminderten Unfallfolgen und zur Rettung von Menschen beitragen sollte. Das Unternehmen AEG-Telefunken entwickelte beispielsweise mit AutoNotfunk ein Notfunkgerät, das im Armaturenbrett von Kraftfahrzeugen integriert werden konnte, und bei einem Unfall wurde per Funk die jeweilige zuständige Rettungsleitstelle informiert. Das Funksignal sollte dabei von einer Relaisstation empfangen und der Standort des Kraftfahrzeugs mittels Peilmasten ermittelt werden. Die Kosten der hierfür notwendigen Einrichtung eines bundesweiten Netzes von Peilmasten und der Ausrüstung der Rettungsleitstellen wurden auf eine Milliarde DM geschätzt. Mit dem Auto-Notruf-System sollten dabei die herkömmlichen Notrufsäulen ergänzt werden, und im Jahr 1984 sollte die Antenne inklusive Montage rund 500 DM je Fahrzeug kosten. Das System konnte sich aber nicht durchsetzen.
Im Jahr 2001 wurde das Projekt im Rahmen des deutschen Jugend-forscht-Wettbewerbs als europäisches Notrufsystem erstmals vorgestellt. Daraufhin wurde das Projekt verzögert, bis es schließlich im Jahr 2011 erneut durch die Europäische Kommission aufgegriffen wurde. Da sich der Start des Systems immer wieder verzögerte, setzen einige Automobilhersteller wie Volvo, BMW und Peugeot auf eigene, kostenpflichtige (Teil-)Lösungen. Im März 2016 wurde der Unfallmeldedienst (UMD) vorgestellt, der von der Versicherungswirtschaft, IBM und Bosch entwickelt wurde. Dieses System besteht aus einem Stecker, der an den Zigarettenanzünder angeschlossen wird, und einer Smartphone-App. Bei einem Unfall erkennt der Stecker mit Hilfe von Sensoren den Aufprall und sendet diese Information an das Smartphone. Über die dort installierte App wird anschließend eine Notrufzentrale alarmiert. Die Unfallmeldung kann bei Bedarf auch manuell ausgelöst werden, etwa bei einer Panne.
In Österreich bestanden im Jahr 2012 zwei verschiedene Notrufpartner, der ÖAMTC sowie eine Versicherungsgesellschaft. Zum Zeitpunkt waren etwa 50.000 Fahrzeuge allein beim ÖAMTC angeschlossen.
Die Europäische Kommission beschloss am 8. September 2011 die Einführung für alle Neuwagen ab Januar 2015. In der Empfehlung der Kommission werden die Mitgliedstaaten aufgefordert, dafür zu sorgen, dass die Mobilfunkbetreiber die eCall-Anrufe vorrangig weiterleiten und keine Gebühren erheben. Die Europäische Kommission hat im Jahr 2013 einen konkreten Vorschlag zur Einführung und Ausgestaltung vorgelegt. Das Europäische Parlament hat darüber beraten und einen Vorschlag am 15. April 2014 im Plenum des Europäischen Parlaments angenommen. Am 8. Mai 2014 hat auch der Rat den mit dem Europäischen Parlament erarbeiteten Beschluss angenommen.
Aufgrund der weiterhin bestehenden datenschutzrechtlichen Bedenken hatte sich die Annahme weiter verzögert. Der Rat hat am 10. Dezember 2014 einen Vorschlag angenommen für eine Verordnung des Europäischen Parlaments und des Rates über Anforderungen für die Typgenehmigung zur Einführung des bordeigenen eCall-Systems in Fahrzeuge und zur Änderung der Richtlinie 2007/46/EG. Nach dieser Einigung zwischen Rat und Europäischem Parlament wurden die Autohersteller ab dem 31. März 2018 verpflichtet, alle neuen Modelle (Typenzulassungen) mit dem eCall-System auszustatten. Das eCall-System wählt kostenfrei unionsweit die einheitliche Notfallnummer 112 und alarmiert automatisch die Rettungskräfte bei einem schweren Verkehrsunfall. Im Hinblick auf den kontrovers diskutierten Datenschutz ist vereinbart, dass die durch eCall verwendeten Daten zu keinerlei anderen Zwecken verwendet werden dürfen. Daher müssen die Hersteller sicherstellen, dass die Daten im internen Speicher automatisch und kontinuierlich gelöscht werden.

## Funktion und Technik von eCall
Bei einem Unfall wird ein Notruf (eCall) an die Euronotrufnummer 112 ausgelöst, der einen Minimaldatensatz direkt an eine Notrufzentrale (PSAP – Public Safety Answering Point) absetzt, und gleichzeitig eine Sprachverbindung für den Fall aufbaut, dass ein Insasse des Unfallautos noch sprechen kann. eCall ist automatisch und manuell auslösbar. An einem Knopf im Auto könnten auch Zeugen eines schweren Unfalls den Notruf auslösen.
Der Minimaldatensatz (Minimum Set of Data, msd) enthält in der seit dem Jahr 2020 aktuellen dritten Version folgende Basisdaten:
- msd-Version
- Nachrichtenkennung (Nummer der Übertragungswiederholung)
- automatische oder manuelle Aktivierung oder Testanruf
- Positionsvertrauenswürdigkeit (Genauigkeit zu 95 % ± 150 m)
- Fahrzeugtyp
- Fahrzeugkennung (FIN)
- Fahrzeugenergiespeicherart
- Unfallzeitpunkt
- Fahrzeugposition
- Fahrtrichtung (wichtig auf Autobahnen und in Tunneln)
- zwei Fahrzeugpositionen der letzten 15 Sekunden (es dürfen dabei keine Rückschlüsse auf die Fahrzeuggeschwindigkeit möglich sein)
- optional: Anzahl der Fahrzeuginsassen
- optional: weitere fahrzeugrelevante Daten (z. B. Anzahl der Überschläge, Batterietemperatur bei Elektrofahrzeugen, externe Referenz zu Datenblättern etc.)

Die eCall-Infrastruktur musste seit dem 1. Oktober 2017 bereitstehen. Der neue Service steht kostenfrei zur Verfügung. Alle in der EU neu zugelassenen Automodelle müssen seit April 2018 mit eCall ausgerüstet sein.

## Hersteller
Zu den Herstellern von eCall-Systemen gehören u. a. LEAR Corporation, Bosch, die Continental AG, Magneti Marelli, Valeo, Harman und novero.

## Sonstige Aspekte
Die Einführung von eCall bedingt unter anderem die Ausstattung von Fahrzeugen mit einem Galileo- und GSM-Modul, einer Antenne sowie einem zusätzlichen Steuergerät, in dem die eCall-Funktion implementiert ist. Deshalb wird eCall auch als Wegbereiter für die Verkehrstelematik bei privaten Verbrauchern gesehen, da viele der für eCall nötigen Einbauten die gleichen sind, die auch für andere telematische Anwendungen benötigt werden. Mit dem eCall könnte somit zugleich in jedem Fahrzeug eine technische Plattform für Zusatzdienstleistungen etabliert werden. Denn die Verordnung sieht vor, dass parallel oder aufbauend auf dem bordeigenen eCall-System umfangreiche Zusatzdienste angeboten werden können. Auch für Mobilfunkanbieter ergeben sich hier neue Geschäftsfelder, da die für eCall nötige SIM-Karte optional auch kostenpflichtige Telematikdienste ermöglichen könnte. Die Einwahl in ein Mobilfunknetz im europaweit geplanten eCall-System erfolgt erst unmittelbar nach dem Unfall, so dass keine Bewegungsprofile von Fahrzeugen anfallen, die ggf. auf Basis der Telekommunikations-Überwachungsverordnung gespeichert würden.

### Anwendung im Motorrad
Seit dem Jahr 2017 ist eCall auch bei BMW Motorrad im Einsatz; es kann generell auch nachgerüstet werden. Die Systemanforderungen unterscheiden sich zum Pkw, weil Superbikes Schräglagen bis zu 60° fahren und Geländemotorräder hohen Vertikal- und Längsbeschleunigungen unterliegen. Außerdem sind im Motorrad weniger Sensoren verbaut, die einen Unfall sicher detektieren. Das Motorrad besitzt am Lenker einen vor Fehlbedienung geschützten Schalter mit Simkarte, Lautsprecher und Mikrofon und eine im Fahrzeug integrierte 6–Kanal Sensorbox von Bosch. Eine gesetzliche Anforderung zur Ausrüstung von eCall bei Motorrädern besteht nicht.

## Datenschutz
Das eCall-System steht in der Kritik, trotz angeblich guter Intentionen möglicherweise die technische Grundlage für eine EU-weite Überwachungsinfrastruktur zu schaffen. Des Weiteren besteht die Möglichkeit, dass Fahrzeughersteller die verpflichtend vorhandene Technik auch für kommerzielle Zusatzdienste nutzen werden, die möglicherweise zusätzliche Datenschutzprobleme erzeugen (beispielsweise „Pay-As-You-Drive“-Versicherungsverträge, Mauterfassung).
In den Zusatzdiensten liegt die eigentliche Gefahr für die informationelle Selbstbestimmung, denn die strengen Datenschutzbestimmungen der Verordnung gelten ausschließlich für den eCall-Notruf in seiner Basisfunktion, die Zusatzdienste werden hiervon nicht erfasst. Insbesondere die privaten eCall-Systeme sind vor diesem Hintergrund bedenklich. Eingebettet in die modernen Bordsysteme ist bei entsprechender Gestaltung praktisch die gesamte automobile Wertschöpfungskette in der Lage, unbegrenzt Daten über das Fahrzeug und das Fahrverhalten zu gewinnen.
Der europaweite Versichererverband Insurance Europe hatte im Jahr 2014 offiziell Interesse daran geäußert, dass Versicherungsunternehmen Zugriff auf eCall-Daten ihrer Kunden erhalten, was theoretisch der Erstellung spezifischer Risikoprofil dienen könnte. Aufgrund der Intransparenz der eCall-Technologie (das Ausmaß der Datenaufzeichnung wird seitens der Hersteller nicht publik gemacht) sahen zu diesem Zeitpunkt Experten die Freiheit des Autofahrers gefährdet. Verschiedene Stimmen forderten, dass die eCall-Funktion ausschaltbar sein solle und die Autofahrer selbst über die Datenübermittlung entscheiden können sollte. Mehrere Verbände, darunter der ADAC, der Verbraucherzentrale Bundesverband und der Gesamtverband der Deutschen Versicherungswirtschaft, haben sich dafür ausgesprochen, die Autohersteller zum Einbau einer offenen Schnittstelle für den Datentransfer zu verpflichten. Damit könnten Autofahrer frei entscheiden, an wen sie ihre Fahrzeugdaten übermitteln.
Beim privatwirtschaftlichen System des Unfallmeldediensts (UMD) werden ausschließlich Daten bei der Registrierung und bei einem Unfall oder einer Panne übermittelt und anhand dieser Daten können Rettungskräfte zum Unfallort geschickt werden. Rückschlüsse auf die Fahrweise oder Bewegungsprofile können – laut GDV – mit Hilfe des Unfallmeldedienstes nicht erstellt werden.